# 준벅 (영화)
《준벅》(영어: Junebug)는 2005년에 공개된 미국의 코미디 드라마 영화이다. 이 영화는 필 모리슨이 감독하고, 앵거스 맥라클란이 각본을 썼고, 엠베스 데이비츠, 에이미 아담스, 벤자민 맥켄지가 출연한다. 노스캐롤라이나주 패프타운, 맥린스빌, 윈스턴세일럼에서 촬영되었다. 2005년 8월 3일 미국 극장에서 개봉되었다. 아담스는 미국 아카데미상 최우수 여우조연상 후보에 지명되었다.

## 출연

### 주연
- 에이미 아담스
- 엠베스 데이비츠

### 조연
- 알렉산드로 니볼라
- 스콧 윌슨
- 셀리아 웨스턴
- 벤자민 맥켄지
- 프랭크 호이트 테일러

## 기타
- 미술: 데이빗 도엔버그
- 의상: 다니엘 케이스
- 배역: 마크 베넷
- 배역: 크레이그 핀캐넌
- 배역: 리사 매 핀캐논